# Emilio Amuedo Moral
Emilio Amuedo Moral est un homme politique espagnol né le 13 janvier 1958 à Los Palacios y Villafranca, dans la province andalouse de Séville. Séparé, il est père de trois enfants, et exerce la profession de chef de chantier.

## Biographie
Membre du Parti socialiste ouvrier espagnol, il exerce des responsabilités au sein de la Commission exécutive provinciale du parti dans la province de Séville, en se chargeant plus spécifiquement de la politique municipale. Il a également été maire de Los Palacios y Villafranca. Après son départ, des élus de gauche ont dénoncé des irrégularités en matière de gestion urbanistique lors des mandats précédents.
Il est élu pour la première fois au Congrès des députés en 2004, pour la huitième législature. Il est réélu en 2008. Il siège dans diverses commissions parlementaires, dont la commission de la Défense, la commission de l'Environnement, de l'Agriculture et de la Pêche, dont il est porte-parole adjoint, ainsi qu'au sein de la commission mixte pour les relations avec la Cour des comptes.